# Puig de la Quera
El puig de la Quera és una muntanya de 934 metres situada al municipi de Maçanet de Cabrenys, a la comarca catalana de l'Alt Empordà.